# Abdul Chalim Sajdullajev
Abdul Chalim Sajdullajev (rusky Абдул Халим Садулаев; 2. června 1966, Argun (Čečensko) – 17. června 2006, tamtéž) byl separatistický vůdce neuznané Čečenské republiky Ičkerie, jenž převzal pozici po zavražděném vůdci Aslanu Maschadovi.

## Životopis

### Ruskem zavražděný povstalec
V červnu roku 2006 ohlásil Ramzan Kadyrov, tehdejší předseda čečenské vlády za výkonu úřadu prezidenta Alu Alchanova, smrt Abdula Chalima Sajdullajeva, a to následujícími slovy „Teroristé byli sťati. Je to pro ně těžká rána, z níž se nikdy nevzpamatují“.. Jeho zabití vykonaly v místě jeho rodiště ruské bezpečnostní jednotky.
Po jeho smrti se funkce vůdce čečenských separatistů ujal zkušený čečenský válečník Doku Umarov.